# Eugenio García Tribaldos
Blahoslavený Eugenio García Tribaldos, řeholním jménem Agustín María (13. července 1877, Vellisca – 30. července 1936, Madrid) byl španělský římskokatolický řeholník Kongregace školských bratří a mučedník.

## Život
Narodil se 13. července 1877 ve Vellisce.
Roku 1893 vstoupil v Bugedu do noviciátu Kongregace školských bratří a přijal jméno Agustín María. Řeholní sliby složil roku 1895. Poté odešel z kongregace do civilního života a věnoval se výuce francouzštiny, ale v roce 1905 se vrátil zpět a o osm let později (1913) složil věčné sliby. Svůj apoštolát začal ve Valladolidu, poté devatenáct let působil jako učitel v Bugedu. Byl jeden ze spolupracovníků společenství studentů Eco de Belén, které později přijalo jméno Život a Světlo. Agustín se stal jejich ředitelem.
Roku 1926 se stal ředitelem domu v Bugedu a posledních sedm let svého života strávil v nakladatelství Bruño v Madridu.
Když v červenci 1936 vypukla Španělská občanská válka, jeho řeholní kongregace byla předmětem prvních útoků revolucionářů.
Dne 30. července 1936 vtrhli do jejich domu revolucionáři, kteří bratry podrobili výslechu, poté je svázali a odvezli do Casa de Campo. Tam byl spolu s šesti dalšími spolubratry zastřelen.

## Proces blahořečení
Po roce 1990 byl v arcidiecézi Madrid zahájen jeho beatifikační proces spolu s dalšími 24 mučedníky Kongregace školských bratří a Řádu karmelitánů. Dne 19. prosince 2011 uznal papež Benedikt XVI. mučednictví této skupiny řeholníků. Blahořečeni byli 13. října 2013 ve skupině 522 mučedníků Španělské občanské války.